# Nefrologie
Nefrologia este ramura fiziologiei și medicinei interne care se ocupă cu studiul patologiei renale. Cuvântul nefrologie derivă din grecescul nephros, care înseamnă "rinichi", și sufixul -logie, sau "studiu al".

## Scopul specialității
Majoritatea bolilor ce afectează rinichii nu sunt limitate doar la organ ci mai degrabă sunt afecțiuni sistemice. Rolul nefrologiei este diagnosticarea bolilor rinichilor și tratamentul acestora (medical, dializă) precum și urmărirea pacienților cu transplant renal. Mai mult decât atât, majoritatea nefrologilor se consideră specializați în tratarea tulburărilor electrolitice și a hipertensiunii. Majoritatea bolilor renale sunt cronice.
Pacienții sunt trimiși la nefrolog pentru un consult de specialitate din diferite motive, ca de exemplu:
- Insuficiență renală acută (IRA) - pierderea rapidă a funcției renale.
- Insuficiență renală cronică (IRC) - observare anterioară de nivele ridicate ale produșilor azotați (creatinină, uree, acid uric, BUN - blood ureea nitrogen - azot ureic sanguin, utilizat în USA) în cadrul unor detectări de rutină sau investigarea unei alte afecțiuni, semn al declinului funcției renale. Actualmente se folosește termenul de boală cronică de rinchi (BRC).
- Hematurie - evidențierea sângelui în urină.
- Proteinurie - evidențierea proteinelor în urină.
- Litiază renală - formare de calculi renali ce se pot localiza în rinichi, uretere, vezică, uretră. Pot fi detectați în cadrul unui consult nefrologic dar acești pacienți sunt îndrumați de urgență la urolog, tratamentul litiazei (ESWL, nefrolitotomie percutană, chirurgie deschisă) fiind apanajul acestei specialități.
- Neoplasm renal (cancer), de obicei carcinom, acesta fiind îndrumat către urolog, tratamentul fiind decis de echipa: urolog, oncolog, radiolog, anatomopatolog.
- Infecții urinare, recurente sau cronice, înalte (pielonefrite) sau joase (cistite, uretrite).
- Pacient hipertensiv, al cărui tratament antihipertensiv nu dă rezultate și la care se suspectează o cauză secundară, posibil renală.
- Tulburări hidroelectrolitice și acidobazice.

## Diagnostic
Ca și in cazul celorlalte specialități medicale, informațiile importante în privința semnelor și simptomelor bolii sunt adunate în cursul anamnezei (discuția medicului cu pacientul, consemnată în foaia de observație) și al examenului fizic.
Testele de laborator specifice nefrologiei sunt aproape întotdeauna ghidate spre: uree, creatinină, electroliți și sumarul de urină, acestea fiind adeseori baza formării unui diagnostic.
Pot fi cerute mai multe teste specifice pentru a descoperi diverse boli sistemice ce pot afecta rinichii ca de exemplu: hepatita B (AgHBs, anti-HBs, anti-HBc), hepatita C (anti-HCV), lupus eritematos sistemic (anticorpi antinucleari, anti ADN-DC, anti-SM, APL), paraproteinemii ca amiloidoza (amiloidul seric A) sau mielomul multiplu (Ig monoclonale) si diverse alte afecțiuni sistemice ce pot conduce la insuficiență renală. Colectarea urinii pacientului pe parcursul a 24 de ore poate oferi informații prețioase în privința capacității de filtrare a rinichiului și a cantității de proteine pierdute. Actualmente această practică (colectarea urinii din 24 de ore) tinde să fie abandonată datorită erorilor la care este predispusă, ea fiind înlocuită cu succes de calcularea raportului proteinurie/creatininurie ce se corelează foarte bine cu excreția urinară din 24 de ore.
Alte teste paraclinice folosite de nefrologi sunt:
- Biopsia renală, prin care se obține un fragment de țesut renal ce poate fi examinat microscopic. Este foarte utilă în toate acele cazuri în care se dorește stadializarea bolii pentru stabilirea prognosticului și a metodei corecte de tratament, precum și atunci când alte metode diagnostice neinvazive nu reușesc să pună diagnosticul.
- Ecografia (ultrasonografia) renală (ER) și ecografia vasculară renală (EVR): metodă de bază neinvazivă de examinare a rinichilor și vaselor renale, cu nenumărate indicații.
- Urografia intravenoasă (UIV): furnizează informatii anatomo-funcționale despre întreg aparatul renal. Folosește subtanță de contrast.
- Computer-tomografia renală (CT), folosită atunci când se suspectează procese patologice renale și ca examen complementar ecografiei si urografiei, fiind în special utilă în cazul bolnavilor obezi sau meteorizați. De obicei folosește substanță de contrast.
- Rezonanța magnetică nucleară (RMN): metodă neinvazivă, scumpă, mai sensibilă ca CT-ul în detectarea proceselor patologice renale. Poate necesita sau nu administrarea unei substanțe de contrast.
- Scintigrafia renală: utilizată în special atunci când se suspectează o diferență funcțională între cei doi rinichi și atunci când UIV-ul, CT-ul si RMN-ul sunt contraindicate pentru folosirea substanței de contrast (alergie la iod, hiperfuncție tiroidiană, disfuncție renală gravă). Nu mai este folosită pentru indicația veche - stenoza de arteră renală.
- Angiografia renală selectivă (ARS): metodă invazivă de investigare a vaselor renale ce folosește substanță de contrast. Reprezintă actualmente (2008) standardul de aur în diagnosticarea stenozei de arteră renală.
- Venografia renală selectivă: metodă imagistică de investigare a trombozei de venă renală, folosită rar.

## Terapie
Tratamentul medicamentos al nefropatiilor este complex, atunci cand se poate etiologic cu scop curativ, alteori cu scop paliativ, simptomatic, el incluzând numeroase medicamente: antibiotice, antihipertensive, steroizi, imunosupresoare, anticorpi monoclonali, hormoni, vitamine, electroliți, etc. 
Atunci când boala cronică de rinchi ajunge la stadiul uremic sau când apar diferite urgențe amenințătoare de viață (hiperkaliemie, acidoză, tamponadă cardiacă, etc) se impune instalarea dializei (de tip hemodializă sau dializă peritoneală). În funcție de necesități există și alte tehnici de epurare extracorporeală: hemofiltrarea, plasmafereza, dializa hepatică. 
Ca ultim tratament, dar deseori singurul curativ, este transplantul renal. 
Atât pacienții dializați cât și cei transplantați renal intră sub stricta observație și îngrijire a medicului nefrolog.